# Štore
Štore je naselje u slovenskoj Općini Štoru. Štore se nalazi u pokrajini Štajerskoj i statističkoj regiji Savinjskoj. 

## Stanovništvo
Prema popisu stanovništva iz 2002. godine naselje je imalo 1,850 stanovnika.